# 索倫托 (緬因州)
索倫托（英語：Sorrento）是一個位於美國緬因州漢考克縣的市鎮。

## 人口
根據2020年美國人口普查的數據，索倫托的面積為36.54平方千米，當中陸地面積為10.33平方千米，而水域面積為26.21平方千米。當地共有人口279人，而人口密度為每平方千米8人。